# فرودگاه بین‌المللی واوایو
فرودگاه بین‌المللی واوایو (به انگلیسی: Vava'u International Airport) (به زبان بومی: Lupepauʻu International Airport) یک فرودگاه همگانی مسافربری با کد یاتا VAV است که یک باند فرود آسفالت دارد و طول باند آن ۱۷۰۵ متر است. این فرودگاه در  کشور تونگا قرار دارد و در ارتفاع ۷۲ متری از سطح دریا واقع شده است.

## شرکت‌های هواپیمایی و مقصدهای پروازی

### مسافری
| شرکت‌های هواپیمایی               | مقصدهای پروازی                             |
| ------------------------------- | ------------------------------------------ |
| فیجی ایرویز اجرا توسط فیجی لینک | فصلی: نادی                                 |
| Real Tonga                      | جزیره لیفوکا، ماتاهو، نیوتوپوتاپو، فوآموتو |